# 임세티

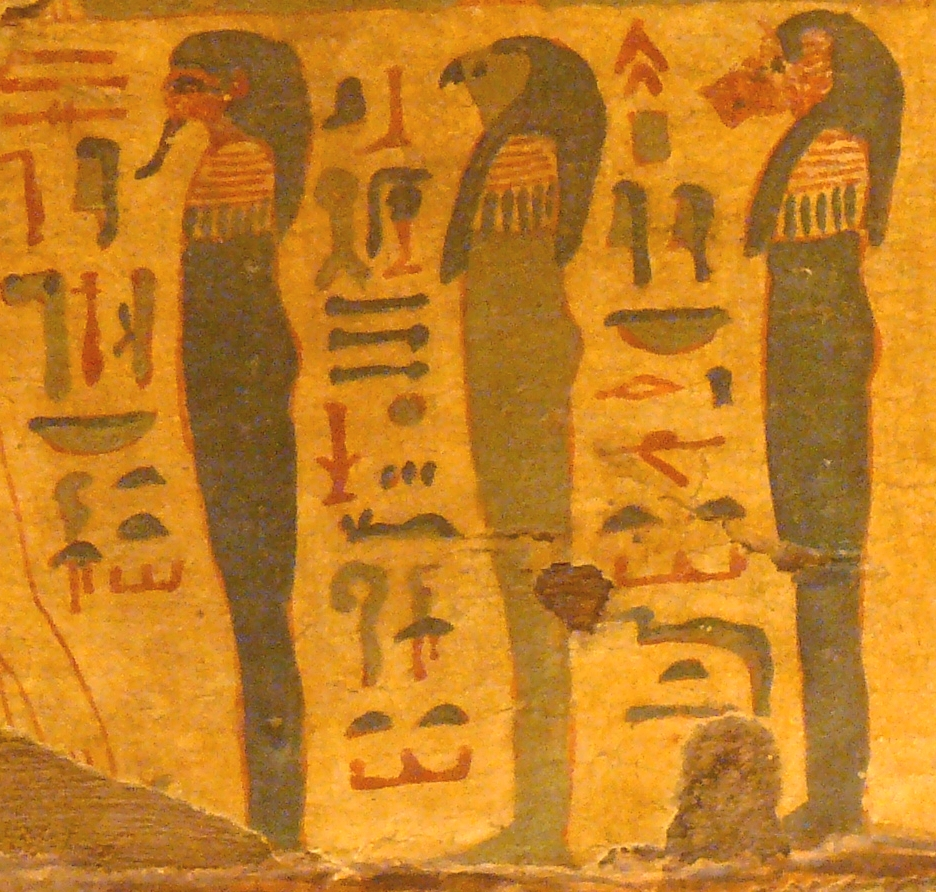
호루스의 네 명의 자식 중 세명, 이 중 첫 번째가 임세트다.

임세트는 이집트 신화에서 장례의 신으로, 카노푸스의 단지와 관련된 호루스의 네 명의 아들 중 하나이며, 특히 단지들에서 임세트의 단지에는 간을 담았다. 이집트인들은 간을 인간의 감정이 있는 곳이라 여겨서, 임세트를 다른 헝제들과는 달리 짐승과 연관시키지 않고 항상 미라처리된 사람으로 묘사했다.